# Saison 2012 du Sanfrecce Hiroshima
Maillots
Dernière mise à jour : 9 décembre 2012.
Chronologie
Saison précédente Saison suivante
La saison 2012 du Sanfrecce Hiroshima est la 4e saison consécutive du club en première division du championnat du Japon et la 41e au sein de l'élite du football japonais.
L'ancien entraîneur Mihailo Petrović ayant signé à l'Urawa Red Diamonds est remplacé par l'ancien international japonais et joueur du Sanfrecce Hiroshima, Hajime Moriyasu. Le club est présidé par Yūichi Mototani depuis l'été 2008 où il avait succédé à Masataka Kubo.
Durant la saison, le club fête ses 20 ans sous l'appellation Sanfrecce Hiroshima. L'ancien nom était Mazda SC, mais le club fut renommé grâce à sa montée en Japan League en 1992. À l'occasion de cet anniversaire, le club décide d'élire Takashi Shimoda, actuel entraîneur des gardiens, comme meilleur joueur de son histoire.
Le titre de champion fait suite aux deux septièmes places obtenues en 2011 et en 2010, synonymes de retour des hiroshimiens dans les compétitions asiatiques, ce qui n'était pas arrivé depuis la saison 2009 où le Sanfrecce avait acquis une qualification pour la Ligue des champions. Ce titre leu permet ainsi de décrocher leur ticket pour la neuvième édition de la Coupe du monde des clubs, qui se tient du 8 au 16 décembre 2012 au Japon dans les villes de Toyota et de Yokohama, car le vainqueur du championnat du pays hôte est directement qualifié pour cette compétition.
Le San Fre conquiert la première place du classement dès la dix-huitième journée et ne la lâche qu'à deux reprises ; il gagne alors peu à peu un statut de candidat sérieux au titre, jusqu'à remporter celui-ci lors de l'avant-dernière journée au profit de leu rivaux de Sendai. Parallèlement en coupe de l'Empereur, le club est éliminé dès son entrée en lice face une équipe régionale, le FC Imbari. Il termine par ailleurs à l'avant dernière place de sa phase de groupes devant le Kawasaki Frontale.

## Avant-saison

### Transferts

#### Hivernal

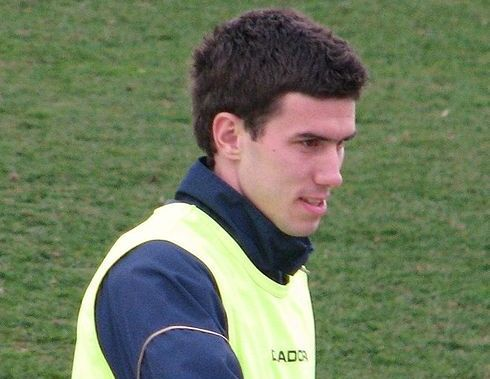
Arrivé en 2011, Ante Tomić quitte le club et rejoint le Ehime FC.

À l'issue de la saison 2011, plusieurs joueurs expriment leur souhait de partir sans prolonger leur contrat, comme Kota Hattori, arrivé en 1996 au Sanfrecce Hiroshima, qui signe au Fagiano Okayama (formation évoluant en J. League 2, ), Davit Mujiri, qui s'engage en faveur du FC Zestafoni, l'international japonais Tadanari Lee, qui rejoint gratuitement les Anglais de Southampton, et d'autres comme Ante Tomić, Hirotsugu Nakabayashi, Kohei Morita et Issei Takayanagi qui s'engagent respectivement au Ehime FC, au Fagiano Okayama, au Ventforet Kōfu et au Consadole Sapporo,,,.
Le club enregistre les arrivées de Seok-ho Hwang, de Naoki Ishihara, de Kazuhiko Chiba, Tayuka Masuda, de Gakuto Notsuda, de Ryuichi Hirashige et de Hajime Moriyasu. Seok-ho Hwang, défenseur sud-coréen en manque de temps de jeu à Daegu, signe pour en avoir plus . 
Naoki Ishihara, attaquant évoluant anciennement sous les couleurs du Omiya Ardija, s'engage pour compenser le futur départ de Tadanari Lee vers l'Angleterre.
Kazuhiko Chiba, défenseur, rejoint le club dans le but de le renforcer défensivement car le Sanfrecce a encaissé plus de 49 buts en 34 journées pour terminer septième de J. League. En janvier 2012, les jeunes Takuya Masuda et Gakuto Notsuda signent tous deux leur premier contrat professionnel en faveur du Sanfrecce Hiroshima, .
Ryuichi Hirashige revient au Sanfrecce Hiroshima après un an de prêt au Tokyo Verdy, club qui évolue en J. League 2.
Le club enregistre aussi l'arrivée du nouvel entraîneur, Hajime Moriyasu, qui succède à Mihailo Petrović, parti entraîner l'Urawa Red Diamonds, .

#### Estival
Durant ce mercato estival, très peu de changements ont lieu dans l'effectif du Saanfrecce. Le club enregistre deux arrivées sous forme de prêt, celle de Shinji Tsujio, attaquant provenant du Shimizu S-Pulse, en manque de temps de jeu avec seulement deux matchs depuis le début de la saison et celle de Tsukasa Shiotani, défenseur central évoluant au Mito HollyHock en J. League 2, dans le but de lui donner de l'experience. Durant ce mercato estival, le club a prêté l'attaquant Takuya Marutani au club de l'Oita Trinita.

## Compétitions

### Championnat
La Japan League 2012 est la quarante-septième édition de la première division japonaise, la vingtième sous l'appellation J. League. Elle oppose les dix-huit meilleurs clubs du Japon en une série de trente-quatre journées. Le championnat débute en mars 2012 et s'achève en décembre de la même année.
Les meilleurs de ce championnat se qualifient pour la compétition continentale qu'est la Ligue des Champions de l'AFC. Le nombre de qualifiés en Ligue des Champions via le championnat, de trois à quatre, varie en fonction du vainqueur de la coupe nationale, la coupe de l'Empereur. De plus, le vainqueur du championnat se qualifiera pour la coupe du monde des clubs, qui se déroulera au Japon au mois de décembre.

#### Un bon début de saison  - Journées 1 à 4

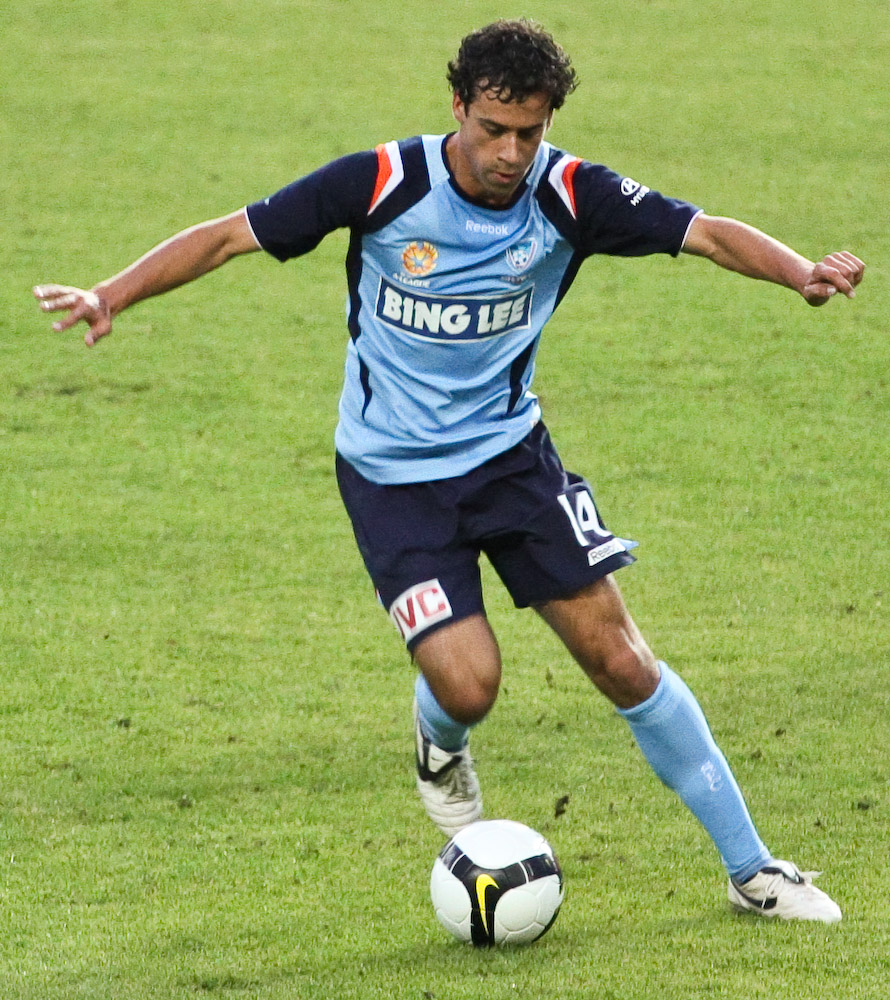
Alex Brosque, ici en 2008 est le premier joueur qui inscrit un but au Sanfrecce Hiroshima.

Le Sanfrecce Hiroshima commence officiellement sa saison à domicile dans la Grande Arche d'Hiroshima devant 29 603 spectateurs, le 10 mars 2012 face à l'Urawa Red Diamonds. Durant la première période de ce match, aucune des deux équipes n'arrivent à trouver le chemin du filet. Cinq minutes après le retour des vestiaires, Hisato Satō ouvre la marque. Le score restera à un but à zéro en faveur des hommes de Hajime Moriyasu.
La rencontre suivante, le club se déplace au Nihondaira Sports Stadium pour affronter le Shimizu S-Pulse qui reste sur une défaite face au Nagoya Grampus 1-0. Sous une affluence de 13 231 spectateurs, le Sanfrecce Hiroshima s'incline deux buts à un. Les joueurs du Shimizu S-Pulse ouvrent le score à la 9e minute par l'intermédiaire d'Alex Brosque, puis doublent la mise à la 51e minute de jeu grâce à Toshiyuki Takagi. 3 minutes avant la fin du temps réglementaire, Kazuhiko Chiba réduit l'écart à 2-1. À la suite de cette défaite, le Sanfrecce Hiroshima s'incline pour la première fois de la saison.
Le club renoue avec le succès lors de la troisième journée en recevant les joueurs du Kashima Antlers devant 14 349 spectateurs. Les hommes de Hajime Moriyasu l'emportent deux à zéro grâce aux buts de Hisato Satō à la 25e minute et de Junya Osaki à la 71e minute de jeu.
Une semaine après sa victoire, le Sanfrecce effectue un déplacement à l'Ajinomoto Stadium pour affronter le FC Tokyo qui reste sur une victoire face au Vissel Kobe 2-0. Sous une affluence de 16 229 spectateurs, le Sanfrecce Hiroshima s'impose par un but à zéro. Le seul but du match est marqué par Hisato Satō à la 58e minute.
À la fin du mois de mars, le Sanfrecce Hiroshima est à la quatrième place du classement, à trois points derrière le Vegalta Sendai. Le club de la Préfecture de Miyagi réalise le parcours parfait (quatre victoires pour autant de rencontres).

#### Des résultats mitigés - Journées 5 à 10

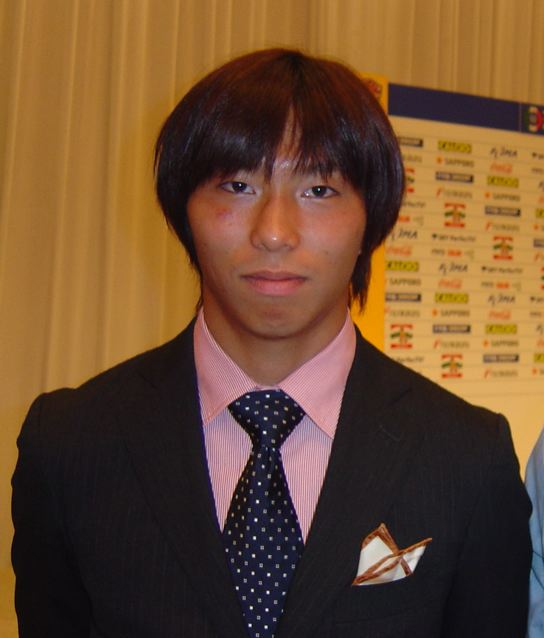
Hisato Satō, ici en 2004, a inscrit 5 buts en 6 matchs entre la 5e et la 10e journée de J. League.

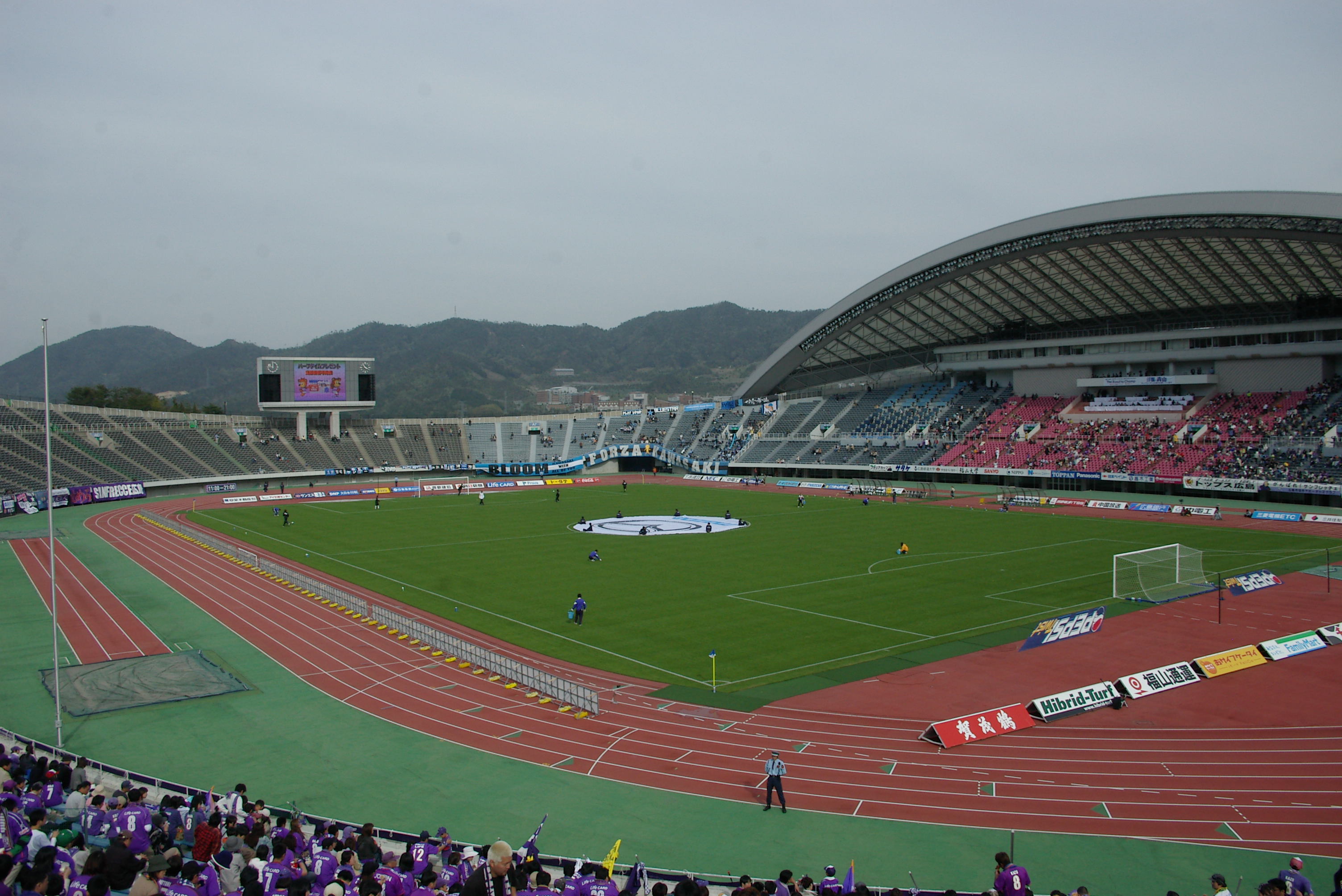
La Hiroshima Big Arch, ici en avril 2005, voit le Sanfrecce Hiroshima perdre son premier match à domicile de la saison 2012, lors de la 9e journée face à l'Albirex Niigata.

La journée suivante, le Sanfrecce Hiroshima reçoit les joueurs du Gamba Osaka devant 12 318 spectateurs. Les hommes de Hajime Moriyasu l'emportent quatre buts à un, grâce aux buts de Hisato Satō à la 10e minute et à la 33e sur penalty, de Ryuichi Hirashige à la 85e minute de jeu et 88e minute de jeu. C'est leur troisième succès de rang en J. League.
Pour le compte de la sixième journée, les joueurs du Sanfrecce Hiroshima se rendent au Best Amenity Stadium, antre du Sagan Tosu qui reste sur une défaite 1-0 face au Nagoya Grampus. Sous une affluence de 9 735 spectateurs (la plus faible depuis leur début de saison), le club de la Préfecture de Saga l'emporte un but à zéro grâce au but de Kota Mizunuma à la 39e minute de jeu. À la suite de cette rencontre le Sanfrecce Hiroshima encaisse sa seconde défaite depuis son début de saison.
Contre le Nagoya Grampus qui a remporté une victoire écrasante lors de la sixième journée (3-1 face au Consadole Sapporo), le Sanfrecce réalise un match nul à domicile . Les joueurs de la Préfecture de Hiroshima arrachent le nul dans le temps additionnel grâce à Ryota Moriwaki, entre-temps le Nagoya Grampus avait ouvert le score à la 62e minute de jeu par l’intermédiaire d'Hayuma Tanaka.
Le 28 avril, le Sanfrecce Hiroshima se déplace au Todoroki Athletics Stadium pour affronter le Kawasaki Frontale, qui a remporté son dernier match de J.League 3-2 contre le Consadole Sapporo. Satoru Yamagishi donne l'avantage aux visiteurs, puis Hiroki Ito égalise pour le club basé à Kawasaki. Cinq minutes plus tard, le Sanfrecce Hiroshima reprend l'avantage grâce au but Naoki Ishihara. 2 minutes après le retour des vestiaires, Hisato Satō le joueur le plus prolifique du Sanfrecce Hiroshima (4 buts) double la mise, puis inscrira un doublé à la 78e minute.
Lors de la neuvième journée, le Sanfrecce Hiroshima reçoit l'Albirex Niigata qui reste sur une défaite 1-0 face au Vegalta Sendai. Devant 17 826 spectateurs, le Sanfrecce Hiroshima s'incline face à une équipe opportuniste. Naoya Kikuchi inscrit l'unique but de la rencontre à la 63e minute de jeu.
Trois jours plus tard, le Sanfrecce joue au Kashiwa Hitachi Stadium sur le terrain du Kashiwa Reysol qui a réalisé un match nul lors de son dernier match en J.League, 1-1 face au Sagan Tosu. Le Kashiwa Reysol s'incline très lourdement cinq buts à deux. Hisato Satō ouvre le score à la 10e minute, puis inscrit un autre but au retour des vestiaires ; mais à l'heure de jeu, Junya Tanaka réduit l'écart puis Jorge Wagner égalise. Mais durant les dix dernières minutes de jeu, le Sanfrecce Hiroshima se réveille en inscrivant 3 buts dont deux dans les arrêts de jeu.
Au début du mois de mai, le Sanfrecce Hiroshima est à la troisième place du classement, à quatre points du Vegalta Sendai.

#### Le début d'une série d'invinciblité - Journées 11 à 17
Le 2 juin 2012, en l'honneur des 20 ans du club sous le nom du Sanfrecce Hiroshima, le club décide d'élire le gardien Takashi Shimoda comme meilleur joueur de tous les temps du club. Il y est resté fidèle durant toute sa carrière, de 1994 à 2010.

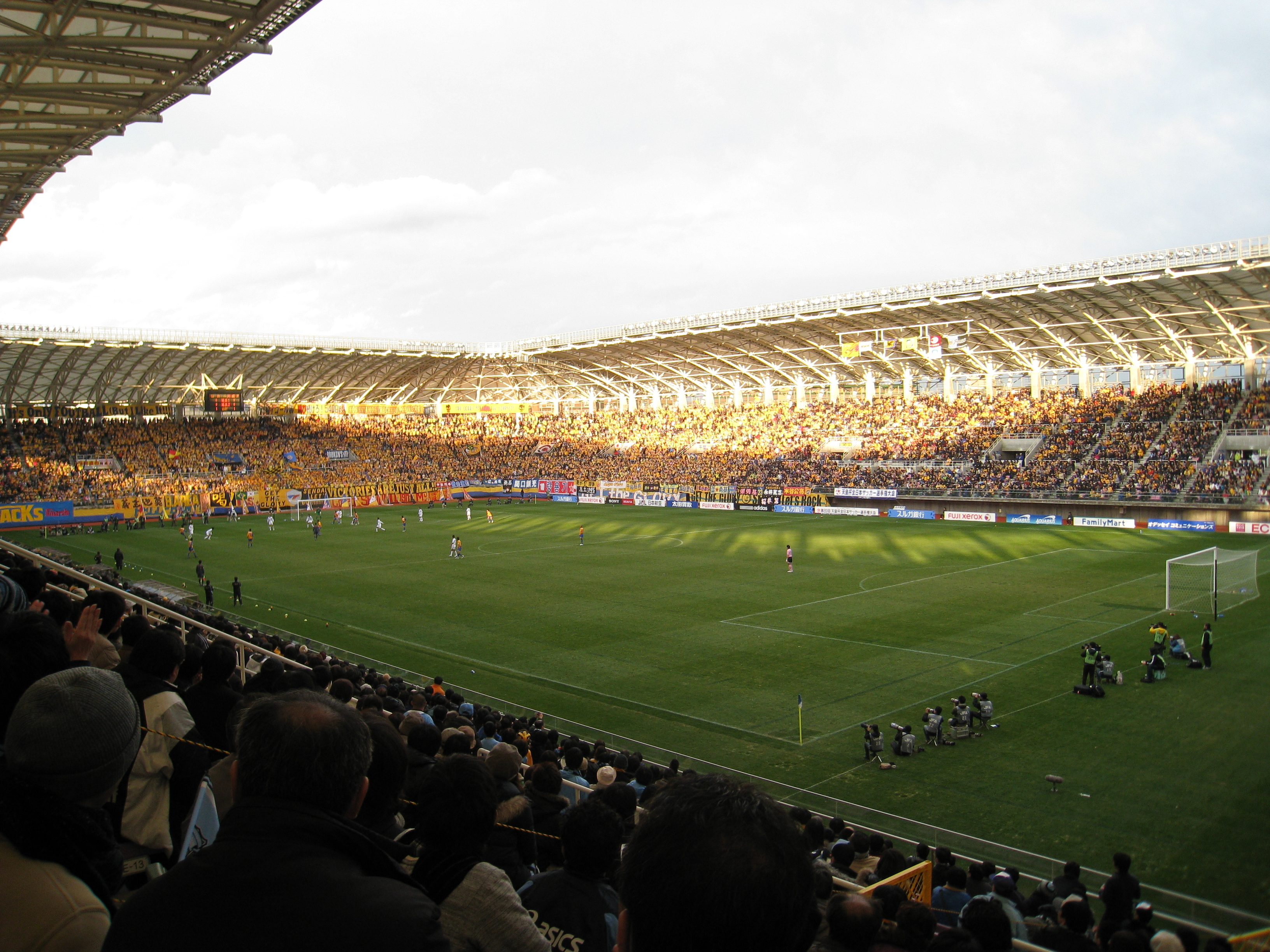
Le match entre le Vegalta Sendai et le Sanfrecce Hiroshima a lieu au Stade de Sendai et s'est terminé sur un score de parité (2-2)

La réception du Yokohama F·Marinos comptant pour la onzième journée se déroule sous une affluence de 12 073 spectateurs. Malgré l'ouverture du score des joueurs du Sanfrecce Hiroshima dans les toutes premières minutes, les hommes de Hajime Moriyasu s'inclinent finalement trois buts à un.
Après ce revers à domicile, les hiroshimiens reçoivent le Vissel Kobe, qui a perdu ses deux derniers matchs de J.League (1-0 face au Nagoya Grampus et 2-1 face au Shimizu S- Pulse). Le match, qui se déroule devant 12 613 spectateurs voit Hiroki Mizumoto ouvrir le score à la 12e minute de jeu pour le Sanfrecce Hiroshima. Un quart d'heure avant la fin du temps réglementaire, Takuya Nozawa égalise pour les visiteurs puis, cinq minutes plus tard, le Vissel Kobe prend l'avantage par l'intermédiaire de Ryota Morioka. Naoki Ishihara remet les pendules à l'heure en égalisant quelques minutes avant la fin du temps réglementaire, il est suivi par Ryota Moriwaki qui donne la victoire au Sanfrecce. Cette victoire est le début d'une série de huit matchs sans défaite.
Pour le compte de la 13e journée de championnat, il affronte le Consadole Sapporo, dernier de J. League avec quatre points en douze journées. Dans le Dôme de Sapporo, le match est arbitré par Jumpei Iida devant 6 870 spectateurs. Le meilleur buteur du championnat japonais, Hisato Satō, inscrit le premier but de la rencontre à la 21e minutes ; c'est son 10e but de la saison dans cette compétition. Six minutes plus tard, ses coéquipiers doublent la mise. En deuxième mi-temps, Yoshihiro Uchimura réduit l'écart mais Koji Morisaki assomme les joueurs de Sapporo dans les dernières minutes.
La journée suivante, le Sanfrecce Hiroshima fait face au Cerezo Osaka à l'extérieur. Les visiteurs ouvrent d'abord la marque, mais Yoichiro Kakitani égalise. Hisato Satō leur redonne l'avantage à l'heure de jeu, et par la suite, Naoki Ishihara enfonce le Cerezo Osaka en inscrivant un doublé. Grâce à cette victoire, ils ne sont plus qu'a deux points du leader du championnat.
Pour la 15e journée, que le Sanfrecce doit gagner s'il veut rester à la lutte pour la première place, le club reçoit l'Omiya Ardija. Poussés par plus de 15 000 personnes, le club réalise un match nul. En dépit de ce score de parité, le Vegalta Sendai est tenu en échec sur la pelouse de l'Urawa Red Diamonds.
Une semaine plus tard, le choc entre le premier et le second se déroule dans le Stade de Sendai. Si les joueurs du Sanfrecce Hiroshima battent le Vegalta Sendai, ils deviennent leader de J. League, alors que s'ils perdent, ils auront cinq points de retard. Le match se déroule dans une ambiance surchauffée de 18 722 spectateurs. Les joueurs du Vegalta Sendai ouvrent le score en début de match grâce à Wilson, mais dans les toutes dernières minutes de la première période, l'inévitable Hisato Satō ajuste les deux équipes à un partout. À l'heure de jeu, Kazuyuki Morisaki permet à son équipe de mener au score, mais Wilson inscrit son deuxième but de la soirée à la 79e minute de jeu. Le score en restera là. C'est leur cinquième match sans défaite.
Pour le compte de la dix-septième journée, le Sanfrecce Hiroshima, toujours en course pour le titre, reçoit le Júbilo Iwata, qui a remporté son dernier match de J.League face au FC Tokyo 3-1. Koji Nakajima marque le premier but de la rencontre durant le dernier quart d'heure, puis Koji Morisaki met en sécurité le Sanfrecce Hiroshima en inscrivant le deuxième et dernier but du match.
Extrait du classement de la Japan League 2012 à la 17e journée
| Rang | Équipe              | Pts | J  | G  | N | P | Bp | Bc | Diff |
| ---- | ------------------- | --- | -- | -- | - | - | -- | -- | ---- |
| 1    | Vegalta Sendai      | 35  | 17 | 10 | 5 | 2 | 34 | 15 | +19  |
| 2    | Sanfrecce Hiroshima | 33  | 17 | 10 | 3 | 4 | 34 | 18 | +16  |
| 3    | Urawa Red Diamonds  | 30  | 17 | 8  | 6 | 3 | 24 | 18 | +6   |
| 4    | Nagoya Grampus      | 28  | 17 | 8  | 4 | 5 | 25 | 23 | +2   |
| 5    | FC Tokyo            | 28  | 17 | 9  | 1 | 7 | 21 | 20 | +1   |

#### Fin de série et occupation de la1replace- Journées 18 à 23
Lors de la 18e journée, le Sanfrecce Hiroshima accueille le Kawasaki Frontale, qui reste sur un match nul 0 à 0 face au Shimizu S-Pulse. Kohei Shimizu inscrit le premier but de la rencontre en faveur du Sanfrecce Hiroshima dès la deuxième minute de jeu, puis Hisato Satō aggrave le score 13 minutes plus tard et marque son deuxième but du match quatre minutes plus tard, ce qui permet au Sanfrecce de l'emporter par 3 buts à 0. C'est son quatrième doublé de la saison. Septième match d'affilée sans défaite pour le Sanfrecce, ce qui permet au club de prendre les rênes de la J.League aux dépens du Vegalta Sendai qui a réalisé un match nul face au Nagoya Grampus zéro à zéro.
Une semaine plus tard, les joueurs du Sanfrecce Hiroshima se déplacent au Kashima Soccer Stadium stade du Kashima Antlers, onzième de J. League avec 27 points en dix-huit journées, dans le but de conserver leur première place fraîchement promue. Le match est arbitré par Jumpei Iida devant plus de 15 000 supporters. Hisato Satō ouvre le score en faveur du Sanfrecce à la 39e minute, mais dans le temps additionnel de la première période, le jeune espoir Yuya Osako égalise. Au retour des vestiares, Ryota Moriwaki redonne l'avantage au Sanfrecce Hiroshima, puis, durant le dernier quart d'heure, Yuya Osako inscrit un doublé. Le match se termine sur le score de 2-2. Malgré ce match nul, le Sanfrecce reste premier du championnat grâce à sa différence de buts,.

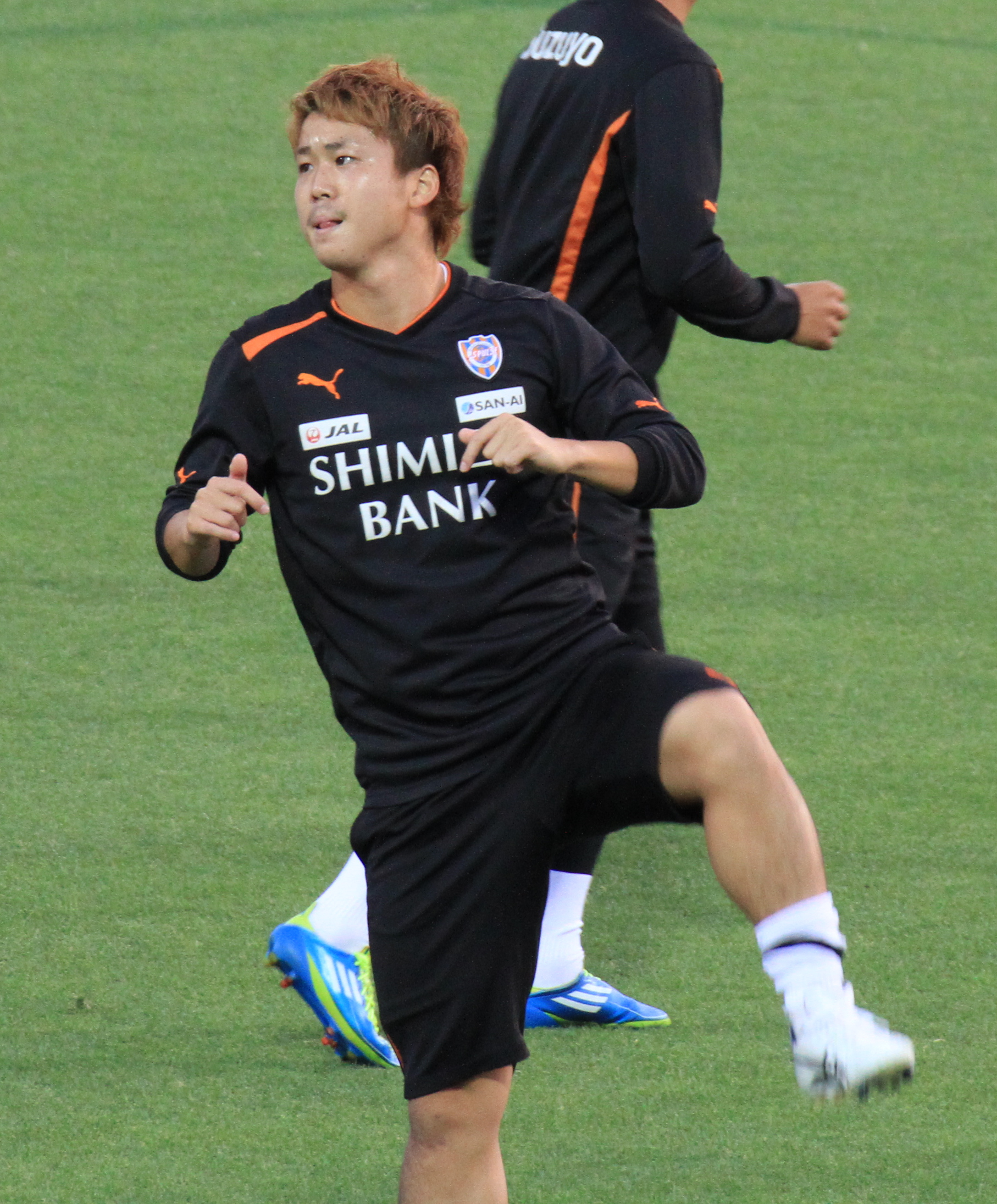
Genki Omae, ici le 30 juin 2012, met un terme à la série de huit matchs sans défaite en J. League du Sanfrecce Hiroshima en inscrivant à la le but victorieux.

La journée suivante, le Sanfrecce Hiroshima reçoit le Shimizu S-Pulse, qui a perdu son dernier match 3 à 0 contre le Yokohama F·Marinos. Le match se déroule devant 16 448 spectateurs. Après 3 minutes de jeu, Hisato Satō inscrit son quinzième but de la saison, mais à la 81e minute, Toshiyuki Takagi remet les compteurs à zéro. Trois minutes plus tard, Genki Omae donne l'avantage au Shimizu S-Pulse.
Par cette défaite le Sanfrecce Hiroshima perd sa place de leader au profit du Vegalta Sendai qui lui a fait match nul sur sa pelouse face Sagan Tosu un but partout. C'est la fin d'une série de 8 matchs sans défaite en J. League.
À la suite de la perte de la première place, le Sanfrecce se déplace pour affronter le Omiya Ardija qui est aux portes de la relégation. Le match se dispute dans le Omiya Football Stadium, durant les vingt premières minutes, Kosuke Kikuchi inscrit un but contre son camp en faveur du Sanfrecce Hiroshima, mais les joueurs de Zdenko Verdenik réagissent quatorze minutes plus tard sur penalty par l'intermédiare de Zlatan Ljubijankič. Quelques minutes après la pause, Kohei Shimizu redonne l'avantage aux siens. Le score restera à 2 buts à 1 en faveur du Sanfrecce Hiroshima. Grâce à cette victoire, le club reprend la tête du championnat, car le Vegalta Sendai a été défait sur la pelouse du Consadole Sapporo deux buts à un.
Après avoir ravi la tête du championnat au Vegalta Sendai, le club de la Préfecture de Hiroshima se déplace sur le terrain de l'Albirex Niigata. Le match se déroule devant 32 014 spectateurs. Hisato Satō, le meilleur buteur de la saison, inscrit le premier but de la rencontre, puis à la 55e minute de jeu, Naoki Ishihara vient assurer la victoire des siens. Grâce à cette victoire, le Sanfrecce Hiroshima relègue le Vegalta Sendai à 4 unités.
Pour le compte de la 23e journée, le Sanfrecce Hiroshima reçoit le FC Tokyo qui reste sur une défaite un à zéro face au Omiya Ardija. Sous une affluence de 23 656 spectateurs, le match reste fermé pendant la première période. Une minute après le retour des vestiaires, les visiteurs ouvrent le score par l'intermédiaire de Lucas. Le score restera à un but à zéro en faveur du FC Tokyo. À cause de cette défaite, le Vegalta Sendai revient à un point du Sanfrecce Hiroshima.

#### La lutte à la1replaceavec le Vegalta Sendai - Journées 24 à 29
Lors de la 24e journée de la Japan League, le Sanfrecce affronte le Júbilo Iwata dans le Yamaha Stadium, quatrième du championnat, le club de la Préfecture de Shizuoka reste sur une victoire nette trois à zéro face au Kashiwa Reysol. Le match se dispute sous une affluence de 11 115 spectateurs. 20 minutes après le coup d'envoi, Hisato Satō ouvre le score, puis à la demi-heure de jeu le Júbilo Iwata égalise grâce à son joueur en forme Yūichi Komano. À la suite de ce match nul, le Vegalta Sendai reprend la tête du championnat.

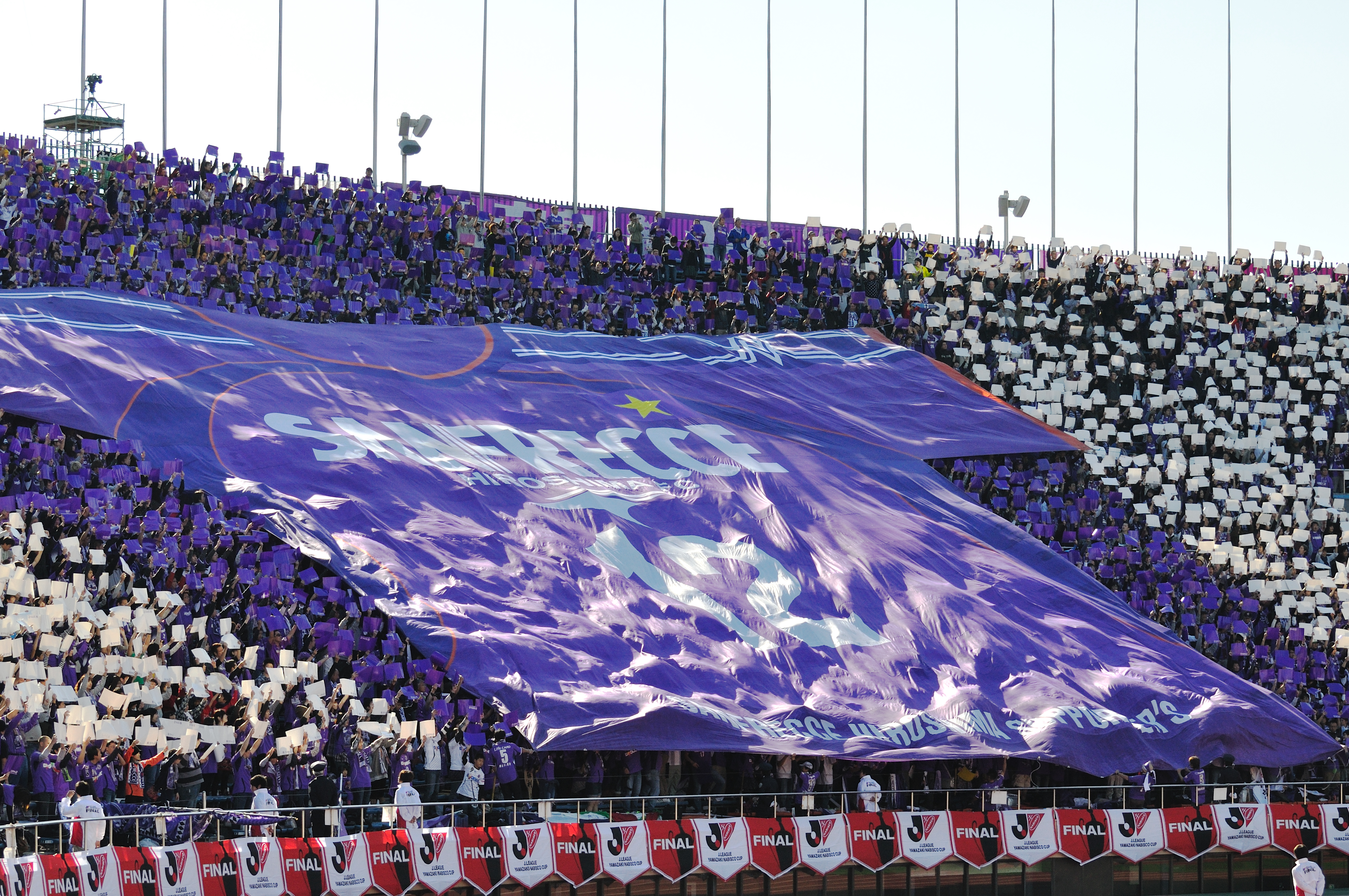
Les supporters du Sanfrecce Hiroshima poussent leur équipe pour remporter la J. League 2012.

La semaine suivante, le Sanfrecce Hiroshima joue un match décisif face au Vegalta Sendai dans la course à la première place. Si le Sanfrecce l'emporte, il passe premier, mais en cas de match nul ou de défaite, les joueurs du Vegalta Sendai conserveront leur première place. Le match se déroule dans la Grande Arche d'Hiroshima sous une affluence de 25 352 spectateurs. Durant la première, période aucun but n'est inscrit. Au début de la seconde période Kazuyuki Morisaki donne l'avantage aux siens ; il inscrit là son deuxième but de la saison et le vingt-quatrième de sa carrière avec le Sanfrecce Hiroshima. Mais à la 70e, Shingo Akamine permet de recoller au score, et huit minutes plus tard, Yojiro Takahagi donne la victoire au Sanfrecce, ce qui permet au club de reprendre les rênes du championnat avec deux points d'avance sur son concurrent direct vers le titre.
Pour la 26e journée, le club confirme sa bonne performance lors du dernier match contre le Vegalta Sendai, en remportant le match deux buts à un face au Nagoya Grampus, grâce notamment à un but inscrit par Ryota Moriwaki dans les dernières secondes du temps additionnel. Le Vegalta Sendai a lui aussi remporté son match dans les dernières minutes.
Une semaine plus tard, le Sanfrecce réussit une performance de haute volée, à domicile, en battant le Sagan Tosu par quatre buts à un. Cette rencontre fut arbitrée par Hajime Matsuo devant plus de 15 000 spectateurs. Kohei Shimizu trouve le chemin des filets pour le Sanfrecce Hiroshima à la demi-heure de jeu, et quatre minutes plus tard, Hisato Satō double la mise sur penalty ; à l'heure de jeu, Koji Morisaki inscrit le troisième but de la rencontre. Dans le temps additionnel, le Sagan Tosu sauve l'honneur par Yohei Toyoda, mais durant les dernières secondes, Hisato Satō clos le succès de son équipe, c'est 20e en championnat. Par cette victoire, le Sanfrecce conforte sa première place en devançant de cinq points le Vegalta Sendai à 8 journées de la fin de la saison.
Le Vegalta Sendai, pour le compte de la 28e journée, profite du faux-pas du Sanfrecce à l'extérieur contre le Yokohama F·Marinos pour revenir à trois points du club. Aucun des deux gardiens adverses n'encaisse de but.
La spirale négative du Sanfrecce Hiroshima continue à la Grande Arche d'Hiroshima. Face au Kashiwa Reysol, le Sanfrecce ne parvient pas à conserver le match nul à cause d'un but inscrit par Tatsuya Masushima à la 94e minute de jeu. Le Kashiwa Reysol avait auparavant ouvert le score avant la mi-temps par l'intermédiare de Han-Jin Kweon, mais le Sanfrecce avait égalisé à la 52e minute grâce à Koji Morisaki. Cette défaite permet à son concurrent direct à la première place de revenir à égalité de points, mais le Sanfrecce Hiroshima conserve sa première place à la différence de but.

#### La dernière ligne droite - Journées 30 à 34
Étant à égalité de points avec le Vegalta Sendai, le Sanfrecce Hiroshima ne peut se permettre une défaite face au Gamba Osaka. Le match prend une mauvaise tournure à la suite de l'ouverture du score de Yasuhito Endō à l'heure de jeu, mais à un quart d'heure du terme de la rencontre le Sanfrecce revient à la marque par l'intermédiare de Kazuyuki Morisaki. Le club d'Hiroshima conserve sa place de leader car le Vegalta Sendai c'est lui aussi neutralisé un but partout, sur la pelouse du Júbilo Iwata.
Le Sanfrecce Hiroshima ne peut se permettre une erreur dans les quatre derniers matchs s'il veut remporter le championnat au profit du Vegalta, le moindre faux-pas pourrant leur coûter le titre. Pour la 31e journée, la réception du Consadole Sapporo, lanterne rouge de la J. League avec 17 points de retard sur l'avant dernier, s'avère plutôt facile. Dans les vingt premières minutes, le Sanfrecce parvient à ouvrir le score, et à la demi-heure de jeu, Hisato Satō inscrit son 24e but de la saison. Le Sanfrecce corse l'addition dans les dernières minutes par l'intermédiaire de Hiroki Mizumoto. Ce succès leur permet de reprendre par la même occasion 2 points d’avance sur le Vegalta qui lui ramène le point du match nul face au Cerezo Osaka.
La journée suivante, le Sanfrecce se rend chez les Urawa Red Diamonds qui est actuellement sur la dernière marche du podium avec 51 points. Sous l'arbitrage de Kenji Ōgiya, les joueurs de Saitama se donne l'avantage avant le terme de la première période. À l'heure de jeu l'Urawa double la mise grâce à Keita Suzuki. Durant ce match l'arbitre s'est vu infligé 8 cartons jaunes aux joueurs des deux équipes dont 5 au Sanfrecce. À l'issue de la rencontre le Vegalta Sendai revient à un point tandis que l'Urawa se trouve à 5 points du Vegalta.

### Coupe de l'Empereur
La coupe de l'Empereur 2012 est la 92e édition de la Coupe du Japon, c'est une compétition à élimination directe (7 tours) mettant aux prises des clubs de football amateurs et professionnels à travers le Japon. Elle oppose 88 équipes du 1er septembre 2012 au 1er janvier 2013. Elle est organisée par la Fédération japonaise de football.
Le vainqueur de cette coupe décroche une place qualificative l'année suivante pour la Ligue des Champions de l'AFC, équivalent asiatique de la Ligue des champions de l'UEFA européenne.
Le Sanfrecce Hiroshima est éliminé dès le deuxième tour par une équipe de ligue régionale, le FC Imabari. Après trois minutes de jeu, les joueurs du Sanfrecce se font surprendre par Ryusei Morikawa qui donne l'avantage à ses coéquipiers. Durant le dernier quart d'heure, Hisato Satō égalise, mais à la 87e minute Daiki Takada trompe la vigilance de Tayuka Masuda, deuxième dans la hiérarchie des gardiens de but, derrière Shūsaku Nishikawa et devant Yutaro Hara . Le match se termine par un score de deux buts à un en faveur du FC Imabari. Le club amateur réalise l'exploit de battre le deuxième de Japan League. Imabari s'incline ensuite en 1/16 de finale face au Machida Zelvia, club de J. League 2.

### Coupe Nabisco
La coupe Nabisco 2012 est la 20e édition de la Coupe de la Ligue japonaise, organisée par la JFA, elle oppose les 18 équipes de Japan League du 20 mars 2012 au 3 novembre 2012.
Le vainqueur se qualifie pour la Coupe Suruga Bank.
Placé dans le groupe A en compagnie du Vegalta Sendai, du Júbilo Iwata, du Sagan Tosu, du Cerezo Osaka, du Kawasaki Frontale et de l'Urawa Red Diamonds, qui s'était hissé jusqu'en finale de la compétition la saison précédente, le Sanfrecce se retrouve dans un groupe relativement compliqué. 

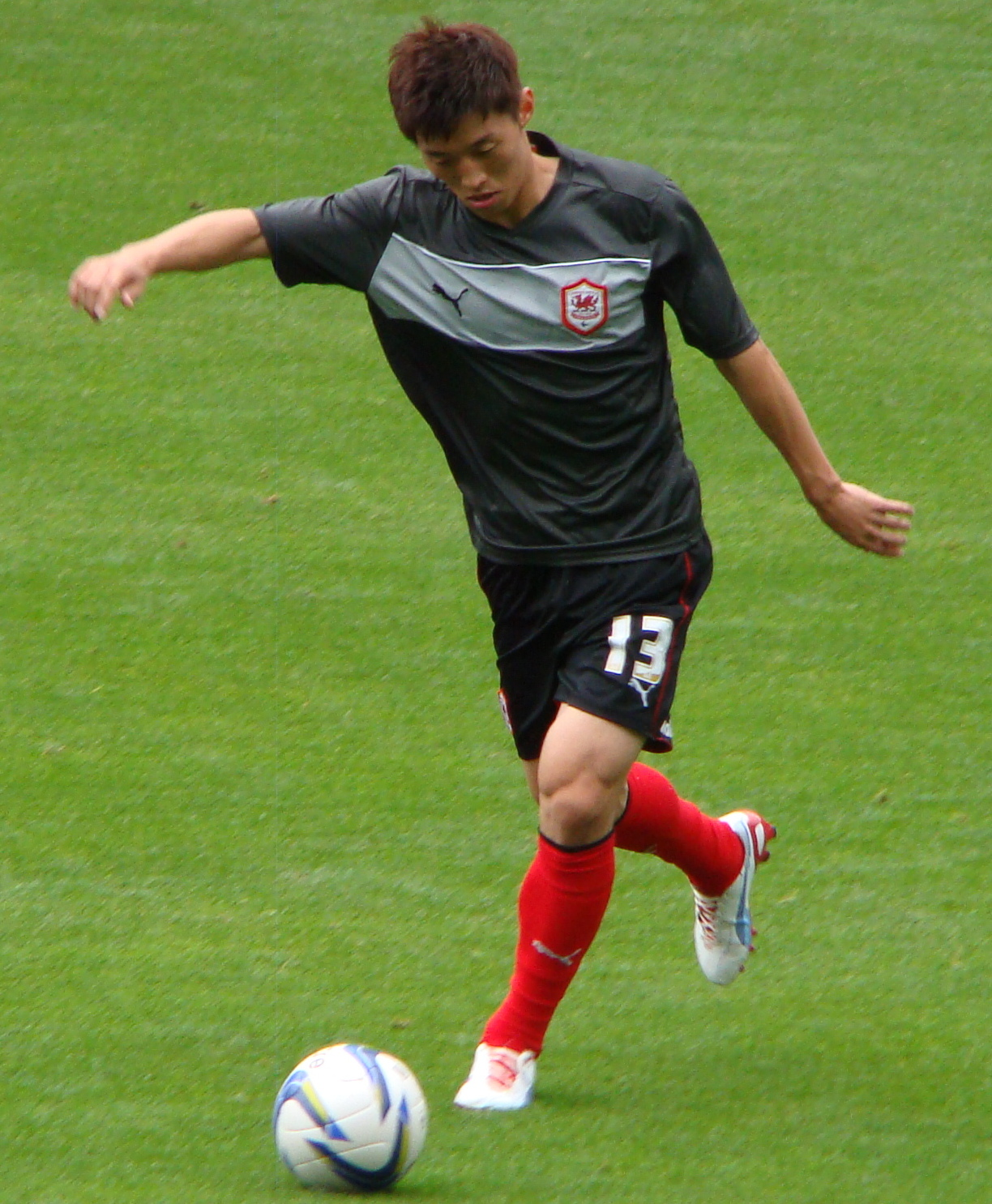
Kim Bo-kyung, ici en 2012, inscrit le penalty de la victoire à la pour le Cerezo Osaka face au Sanfrecce Hiroshima.

Le club aborde sa phase de groupes début avril à domicile en recevant le Kawasaki Frontale. Après une première mi-temps vierge en but, le Sanfrecce encaisse un but à l'heure de jeu par Jéci, puis, cinq minutes avant la fin du temps réglementaire, Hisato Satō égalise. À la suite de ce match, le Sanfrecce se retrouve en cinquième position car les autres équipes figurant dans le groupe A ont joué deux matchs sauf le Cerezo Osaka.
Au stade Yamaha, dans la préfecture de Shizuoka, le Sanfrecce s'incline un but à zéro face au Júbilo Iwata à la suite du but de Hiroki Yamada à la 85e minute. Cette défaite est synonyme de dernière place de ce groupe A.
Le 16 mai, Le Sanfrecce Hiroshima se rend au Nagai Ball Gall Field, surnommé aussi Kincho Stadium, stade du Cerezo Osaka. Le Sanfrecce doit gagner ce match s'il veut rattraper son retard. Vers la demi-heure de jeu, Branquinho se met en évidence en inscrivant le premier but de la rencontre. La réaction du Sanfrecce Hiroshima ne tarde pas puisque trois minutes plus tard, le club revient dans la partie grâce au but de Hisato Satō. Alors que le match se dirige vers un partage des points, les joueurs du Cerezo Osaka obtiennent un penalty. L'international sud-coréen Kim Bo-kyung se charge de tirer le penalty et le marque, ce qui permet au club d'Osaka de se hisser à la deuxième place du groupe, tandis que le Sanfrecce s'enfonce de plus en plus dans le bas du classement.
Pour le 4e match du Sanfrecce, le club affronte le Vegalta Sendai dans la Grande Arche d'Hiroshima. Le Sanfrecce ouvre le score par l'intermédiaire de Kohei Shimizu, mais le Vegalta recolle au score dix minutes après la sortie des vestiaires puis porte le score à deux buts à un à la 65e minute. Dans le dernier quart d'heure de la rencontre, Takayuki Nakahara clôt le score à trois buts à un, c'est par ailleurs son deuxième but du match. Par cette défaite le Sanfrecce reste tout en bas du classement général avec seulement un point en quatre matchs.
D'ores et déjà éliminé, le Sanfrecce, pour son cinquième match, accueille le Sagan Tosu. Pour cette rencontre, seulement un cinquième du stade est rempli. Koji Morisaki donne l'avantage au Sanfrecce dans le temps additionnel de la première période, puis Hisato Satō double la mise sur penalty à la 55e minute de jeu. Le Sagan Tosu revient dans la partie grâce au but de Kota Mizunuma, mais Ishihara assomme les joueurs de Tosu en inscrivant un doublé, puis, en seulement quatre minutes d'intervalle, Koji Morisaki achève les joueurs du Sagan Tosu en inscrivant lui aussi un doublé. Cette victoire permet au club d'Hiroshima de se sortir de sa dernière place qui est désormais occupée par le Kawasaki Frontale.
Pour la dernière rencontre, le Sanfrecce se déplace à Saitama dans le but d'affronter les Urawa Red Diamonds qui sont eux aussi éliminés. Cette rencontre sonne les retrouvailles entre les joueurs du Sanfrecce Hiroshima et leur ancien entraîneur Mihailo Petrović. Ranko Despotović donne d'abord l'avantage à Urawa, puis Koji Noda porte le score à 2-0. Dans les dernières minutes, Shinya Yajima achève le Sanfrecce en inscrivant le troisième et dernier but de la rencontre. À la fin du match, le Sanfrecce est toujours en avant dernière position avec seulement quatre points en six journées. Les deux clubs
qualifiés pour la phase suivante sont le Cerezo Osaka et le Vegalta Sendai.
| Rang | Équipe              | Pts | J | G | N | P | Bp | Bc | Diff |  | Résultats (▼ dom., ► ext.) | CER | VEG | JÚB | RED | SAG | SAN | FRO |
| ---- | ------------------- | --- | - | - | - | - | -- | -- | ---- |  | -------------------------- | --- | --- | --- | --- | --- | --- | --- |
| 1    | Cerezo Osaka        | 12  | 6 | 4 | 0 | 2 | 15 | 7  | +8   |  | Cerezo Osaka               |     |     |     |     | 5-0 | 2-1 | 3-2 |
| 2    | Vegalta Sendai      | 12  | 6 | 4 | 0 | 2 | 11 | 5  | +6   |  | Vegalta Sendai             | 1-0 |     | 4-0 |     | 2-0 |     |     |
| 3    | Júbilo Iwata        | 12  | 6 | 4 | 0 | 2 | 10 | 11 | -1   |  | Júbilo Iwata               | 2-1 |     |     | 4-3 |     | 1-0 |     |
| 4    | Urawa Red Diamonds  | 9   | 6 | 3 | 0 | 3 | 12 | 10 | +2   |  | Urawa Red Diamonds         | 1-4 | 1-0 |     |     |     | 3-0 |     |
| 5    | Sagan Tosu          | 9   | 6 | 3 | 0 | 3 | 8  | 16 | -8   |  | Sagan Tosu                 |     |     | 3-2 | 2-1 |     |     | 2-1 |
| 6    | Sanfrecce Hiroshima | 4   | 6 | 1 | 1 | 4 | 8  | 11 | -3   |  | Sanfrecce Hiroshima        |     | 1-3 |     |     | 5-1 |     | 1-1 |
| 7    | Kawasaki Frontale   | 4   | 6 | 1 | 1 | 4 | 7  | 11 | -4   |  | Kawasaki Frontale          |     | 3-1 | 0-1 | 0-3 |     |     |     |

### Coupe du monde des clubs
La Coupe du monde des clubs 2012 est la 9e édition de la Coupe du monde des clubs de la FIFA.  Elle se tient du 6 au 16 décembre 2012 au Japon pour la sixième fois de son histoire. Le pays organisateur a été choisi en mai 2008 par la Fédération internationale de football association (FIFA).
Les clubs champions continentaux des six confédérations continentales de football disputent le tournoi en compagnie du champion du pays organisateur.

### Matchs officiels de la saison
Le tableau ci-dessous retrace dans l'ordre chronologique les 41 rencontres officielles jouées par le Sanfrecce Hiroshima durant la saison. Le club a participé aux 34 journées du championnat ainsi qu'à un tour de Coupe de l'Empereur, et six rencontres en Coupe Nabisco. Les buteurs sont accompagnés d'une indication entre parenthèses sur la minute de jeu où est marqué le but et, pour certaines réalisations, sur sa nature (penalty ou contre son camp).
Le bilan général de la saison est de 18 victoires, 8 matchs nuls et 12 défaites. Le score le plus fréquent est la défaite 1-0 concédé à 4 reprises à égalité avec la défaite 2-1.

## Joueurs et encadrement technique

### Encadrement technique

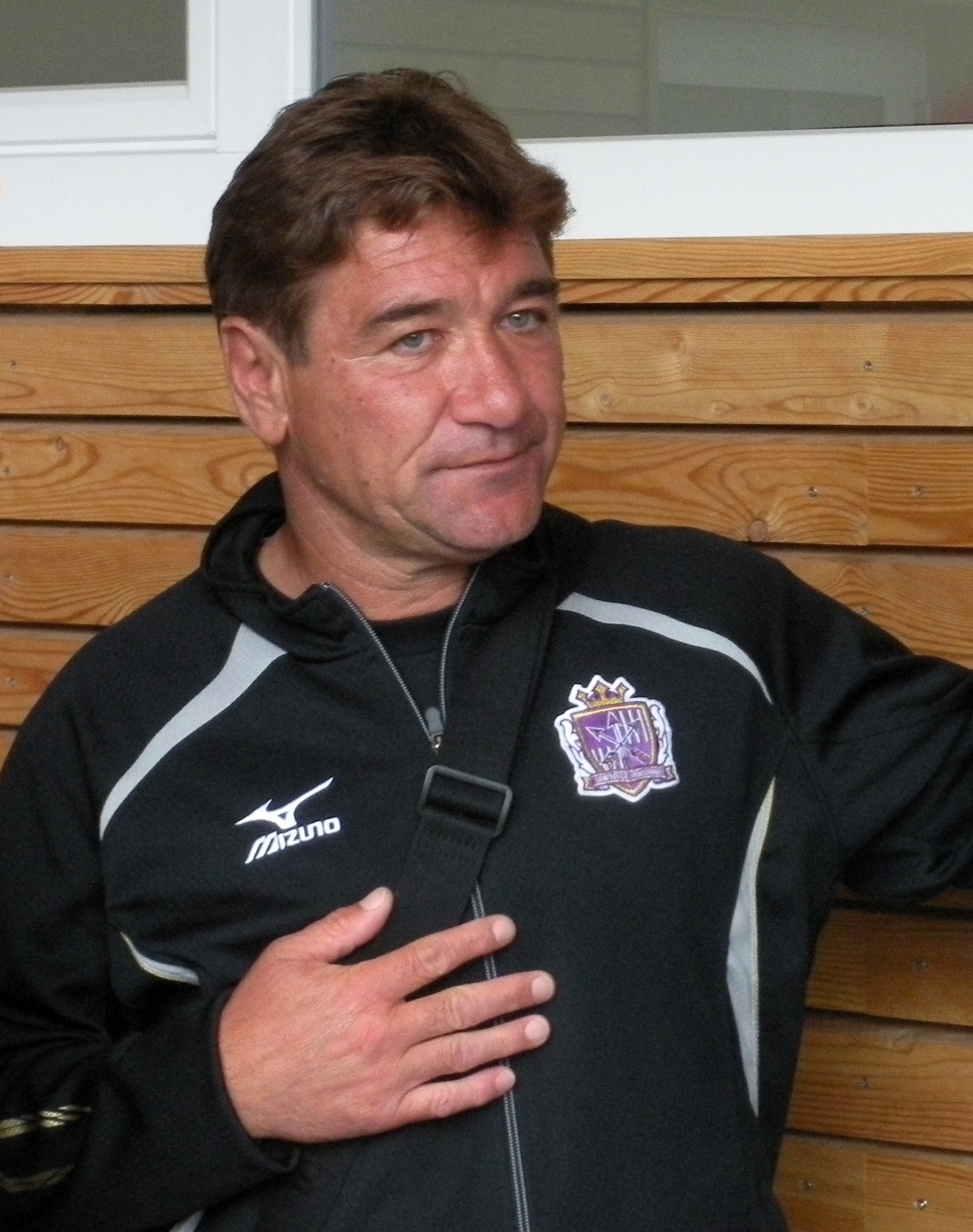
Mihailo Petrović est remplacé par Hajime Moriyasu car il part entraîner les Urawa Red Diamonds.

L'équipe est entraînée sous la houlette de Hajime Moriyasu. Entraîneur de 44 ans en poste depuis fin 2011, il est passé par le club hiroshimien en tant que joueur, comme milieu défensif du Sanfrecce (Mazda SC lorsqu'il était joueur de 1986 à 1992) entre 1986 et 2001. Il commence en 2004 sa carrière de technicien au Sanfrecce Hiroshima, en tant qu'entraîneur-adjoint. Son premier mendat d'entraîneur est en 2006 alors qu'il dirigé l'équipe du Japon -20 ans avec laquelle il a participé à la Coupe d'Asie des nations de football des moins de 19 ans 2006 durant laquelle lui et son équipe se sont hissés jusqu'en finale, et à la coupe du monde des moins de 20 ans en 2007. Avant d'arriver au Sanfrecce en tant qu'entraîneur, il a fait partie du staff technique du Albirex Niigata de 2009 à 2011. Moriyasu est assisté depuis son arrivée par Akinobu Yokouchi, par Tomohiro Katanosaka et par Kei Hisanaga.
Akinobu Yokouchi est l'un des trois entraîneurs adjoints, né en 1967, il est passé lui aussi au Sanfrecce en tant que joueur, de 1986 à 1995. Un an après sa retraite, il commence sa conversion d'entraîneur dans les équipes de jeunes du Sanfrecce Hiroshima, de 1996 à 2000, puis il revient trois en plus tard au club hiroshimien pour être l'entraîneur adjoint dans le groupe professionnel, cela fait plus de neuf ans qu'il occupe ce même poste.
Formé au Sanfrecce, Tomohiro Katanosaka fait ses premiers pas professionnels en 1989 sous les couleurs du Mazda SC, qui est dorénavant appelé Sanfrecce Hiroshima, puis il quitte en 1995 son club formateur pour débarquer au Kashiwa Reysol, quatre ans plus tard, il signe en faveur Oita Trinita, il sera l'objet de deux prêts successifs pour une durée de un an chacun, le premier est le Gamba Osaka et le second et le Vegalta Sendai, il termine sa carrière de footballeur en 2003 au Oita Trinita, club avec lequel il ne disputes que 14 matchs. Avant d'arriver au Sanfrecce en tant qu'entraîneur adjoint, il est passé par le staff technique du Oita Trinita de 2004 à 2007, puis est devenu entraîneur adjoint sous les ordres de Akira Nishino au Gamba Osaka durant les années 2007 à 2009.
Kei Hisanaga est le plus jeune des entraîneurs adjoints, avec 35 ans au compteur, il a entrainé trois équipes de jeunes: le FC Tokyo, l'Ajax Amsterdam et enfin le Sanfrecce Hiroshima.
Le préparateur physique, Ryoichi Matsumoto commence sa carrière de préparateur physique en 2002 au JEF United Ichihara Chiba, puis en 2006 il devient entraîneur adjoint dans ce même club, durant l'année 2009, il entraîne les moins de 18 ans du JEF United Ichihara Chiba, il quitte ce club en 2010 pour aller au Avispa Fukuoka comme préparateur physique, à la fin de la saison 2010 du club basé à Fukuoka, il décide de s'engager au Sanfrecce Hiroshima.
Takashi Shimoda, est l'entraîneur des gardiens, en poste depuis 2011, toute sa carrière de joueur s'est concentré dans les cages du Sanfrecce Hiroshima avec lesquelles il a participé à 403 matchs de 1994 à 2010, il a été international japonais, en avril 2012 il est élu meilleur joueur de l'histoire du Sanfrecce à l'occasion des 20 ans du club.

### Effectif professionnel
| \| Nishikawa 1 Mizumoto 4 Chiba 5 Moriwaki 24 Morisaki 2 Aoyama 6 Mikić 14 Shimizu 27 Ishihara 9 Takahagi 15 Satō 11 \| L'équipe type de la saison est en 3-4-3. |
| Nishikawa 1 Mizumoto 4 Chiba 5 Moriwaki 24 Morisaki 2 Aoyama 6 Mikić 14 Shimizu 27 Ishihara 9 Takahagi 15 Satō 11                                                |

La formation la plus utilisée par le Sanfrecce cette saison est le 3-4-3, pour trois défenseurs, quatre milieux de terrain et trois attaquants.
La moyenne d'âge du Sanfrecce est évalué à 24 ans, la taille moyenne est de 1 mètres 78 cm et le poids moyen est de 73 kilogrammes.
Dans l'effectif de la saison 2012, cinq joueurs sont issus de la préfecture d'Hiroshima. Ces cinq footballeurs sont les frères jumeaux Koji Morisaki et Kazuyuki Morisaki, le premier fait partie du groupe professionnel depuis 2000 et le second depuis 1999, Tsubasa Yokotake est né dans la ville de Higashi-ku à Hiroshima, il fait ses gammes de footballeur au Sanfrecce, Ryuichi Hirashige est aussi né dans cette même préfecture, dans la ville de Higashihiroshima, il a intégré le groupe professionnel du Sanfrecce en 2007, puis en 2010 et 2011 il a été l'objet de deux prêts successifs l'un vers le Tokushima Vortis J.League 2 et l'autre vers le Tokyo Verdy, Tayuka Masuda et lui aussi issu de la préfecture d'Hiroshima, gardien de but il fait ses débuts professionnels en 2011 sous les couleurs du club aux trois flèches.
Le capitaine de l'équipe est l'attaquant international japonais Hisato Satō. Formé au JEF United Ichihara, il débute en Japan League lors de la saison 2000. La saison 2002 de Satō est marqué par son prêt au Cerezo Osaka. À la fin de son prêt il décide de rejoindre le Vegalta Sendai  en deux ans il devient l'n des cadres du Vegalta en participant à 83 rencontres pour 33 buts toutes compétitions confondues. En 2005, il signe en faveur du Sanfrecce, club avec lequel il participe à la montée en J.League et à la victoire en Supercoupe du Japon durant l'année 2008, il est l'un des rares joueurs à avoir inscrit plus de 100 buts dans la première division japonaise.
Le portier numéro un du Sanfrecce est Shusaku Nishikawa, au club depuis la saison 2010. Passé par le Oita Trinita de 2005 à 2010, il s'engage en janvier 2010 en faveur du club hiroshimien. Dans cette équipe il y a deux autres gardiens de buts Takuya Masuda et Yutaro Hara tous les deux formés au Sanfrecce, .
Parmi les plus jeunes joueurs de l'effectif, on retrouve des joueurs comme Junya Osaki, évoluant au poste d'attaquant au Sanfrecce depuis 2009, il fait aussi partie de l'équipe du Japon des moins de 19 ans, comme Gakuto Notsuda qui réalise sa première saison en tant que joueur professionnel à l'âge de 18 ans, il évolue au poste de milieu de terrain, comme Sena Inami âgé de plus de 20 ans, ayant réalisé sa première apparition en tant que pro en 2011 dans un match de Coupe Nabisco en 2011, et comme Kota Sameshima, évoluant au poste de milieu de terrain, il n'a disputé que deux matchs dans sa carrière professionnelle, il âgé lui aussi de 20 ans.
Kazuhiko Chiba et Hiroki Mizumoto constituent la charnière centrale. Chiba, est arrivé cette saison en provenance Albirex Niigata, avec l'Albirex il a disputé 183 matchs et inscrit 3 buts de 2005 à 2011. Ce joueur de 27 ans n'a manqué aucun match de J.League sous les couleurs du Sanfrecce. Mizumoto, passé par le JEF United Ichihara, par le Gamba Osaka, puis par le Kyoto Sanga, il honore sa première sélection avec le Japon en 2006, lorsqu'il était encore au JEF United Ichihara, il est transféré au Sanfrecce Hiroshima le 6 janvier 2011 durant le mercato hivernal. Le duo Chiba-Mizumoto a joué tous les matchs de J.League cette saison.
Koji Nakajima est le doyen du Sanfrecce avec 35 ans, formé au Brumell Sendai, actuellement Vegalta Sendai, il quitte son club formateur en 2002 pour rejoindre le JEF United Ichihara, club avec lequel il restera 5 ans avant de rejoindre le Sanfrecce en 2010, durant cette saison il joue très peu et la majorité de ses matchs sont des matchs de coupes.
Par ailleurs, le LOSC a prêté qu'un seul de ses joueurs durant la saison. L'attaquant né à Nanbu Takuya Marutani est prêté depuis août 2012 au Oita Trinita et retournera dans son club d'origine le 1er janvier 2013.

### Statistiques individuelles
Le joueur le plus utilisé est le défenseur Hiroki Mizumoto qui totalise 3 870 minutes en 43 matchs. L'attaquant et capitaine, Hisato Satō participe à toutes les rencontres, soit à 44 matchs, mais ne passe que 3 530 minutes sur les terrains.
Le joueur le plus prolifique en termes de buts est l'attaquant Hisato Satō qui inscrit 29 buts dont 22 en championnat, meilleur buteur de la J.League devant Yohei Toyoda et Shingo Akamine, respectivement attaquants du Sagan Tosu et du Vegalta Sendai. Ayant joué 3 530 minutes sur la saison, Satō atteint la moyenne d'un but marqué toutes les 121,7 minutes. Il est suivi par Koji Morisaki et de Naoki Ishihara, respectivement auteurs de 10 et 9 réalisations.
Aucun joueur hiroshimien n'a été expulsé lors de la saison. Durant la saison les joueurs du Sanfrecce Hiroshima ont reçu 51 cartons jaunes soit une moyenne de 1,02 cartons jaunes par rencontre.

### Joueurs en sélection nationale

#### Équipe du Japon

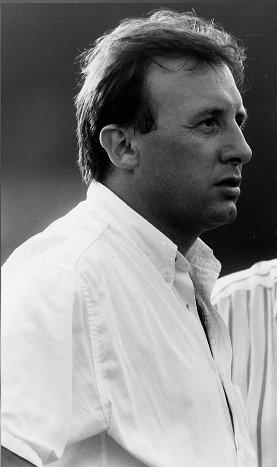
Alberto Zaccheroni est l'entraîneur de l'équipe nationale du Japon depuis 2010, il a succédé à Takeshi Okada.

Dans la formation d'Alberto Zaccheroni, se trouve trois joueurs du club Hiroshima ayant joué au moins un match avec l'équipe national depuis le début de l'année 2012, Shusaku Nishikawa, gardien international japonais depuis 2009, il compte actuellement 8 sélections avec la sélection nippone, il porte le no 12. Hiroki Mizumoto, défenseur centrale, est un Samurai Blue depuis l'année 2006, entre temps il a participé à 5 rencontres internationales, quatre rencontres en amicales et une comptant pour les éliminatoires de la coupe d'Asie 2007, lors de cette compétition le Japon parvient à atteindre la petite finale qui sera malheureusement perdue aux penaltys face à la Corée du Sud. Ryota Moriwaki, est un défenseur international japonais, il honore sa première sélection en 2011 lors d'un match amical, durant cette même année, il fait partie du groupe japonais ayant remporté la coupe d'Asie 2011 mais il n'entra jamais en jeu.
Lors du match amical face à l'Islande, le sélectionneur italien décide de titulariser Shusaku Nishikawa, à la fin du match Tomoaki Makino provoque un penalty, il est sanctionné par un carton jaune, l'islandais Arnór Smárason s'élance pour le frapper et trompe la vigilance du portier du Sanfrecce Hiroshima, malgré ce but les japonais l'emportent 3 buts à un.
Ryota Moriwaki participe lui aussi à cette rencontre opposant le Japon et l'Islande. Il rentre huit minutes avant le terme de la rencontre, en remplaçant Yasuyuki Konno joueur du Gamba Osaka , .
Quatre ans après sa dernière sélection avec les Samurai Blue, Hiroki Mizumoto renoue avec sa sélection lors d'un match face au Venezuela en rentrant sur le terrain au retour des vestiaires, 22 jours plus tard il fait une nouvelle apparition avec l'équipe japonaise contre les Émirats arabes unis, en remplaçant à la mi-temps Masahiko Inoha, 
Le 9 octobre 2012, Hisato Satō, après deux ans d'absence, est appelé par Zaccheroni afin de faire face au forfait de Ryoichi Maeda, blessé et indisponible pour les rencontres face à la France (12 octobre) et au Brésil (16 octobre). Il est ainsi récompensé de ses bonnes performances avec le Sanfrecce, 20 buts en 27 matchs de championnat, mais il ne joua aucun de ces deux matchs.
| Joueurs           | Position  |        |     |  |
| Shusaku Nishikawa | Gardien   | 90 min |     |  |
| Hiroki Mizumoto   | Défenseur |        | 46e |  |
| Ryota Moriwaki    | Défenseur | 82e    |     |  |

| Nom               | Éliminatoires CdM | Éliminatoires CdM | Éliminatoires CdM | Éliminatoires CdM | Matchs amicaux | Matchs amicaux | Matchs amicaux | Matchs amicaux | Total | Total       | Total  | Total        |
| Nom               | MJ                | But inscrit       | Averti            | Carton rouge      | MJ             | But inscrit    | Averti         | Carton rouge   | MJ    | But inscrit | Averti | Carton rouge |
| ----------------- | ----------------- | ----------------- | ----------------- | ----------------- | -------------- | -------------- | -------------- | -------------- | ----- | ----------- | ------ | ------------ |
| Shusaku Nishikawa | 0                 | 0                 | 0                 | 0                 | 1              | 0              | 0              | 0              | 1     | 0           | 0      | 0            |
| Hiroki Mizumoto   | 0                 | 0                 | 0                 | 0                 | 2              | 0              | 0              | 0              | 2     | 0           | 0      | 0            |
| Ryota Moriwaki    | 0                 | 0                 | 0                 | 0                 | 1              | 0              | 0              | 0              | 1     | 0           | 0      | 0            |

## Équipementiers, sponsors et maillots
L'équipementier du Sanfrecce Hiroshima est Nike, en 2011, il précède à Mizuno qui était l'équipementier du club depuis 1992, soit depuis son changement de nom.
Le club hiroshimien est sponsorisé par Edition Corporation, qui s'occupe des manches et des shorts sur les tenues du Sanfrecce, Ce sponsor a remplacé la société électronique Deodeo Corporation, par le constructeur automobile Mazda, on peut apercevoir le logo de la société automobiliaire dans le dos des maillots du Sanfrecce, il est aussi sponsorisé  par l'AS Kaa Japan, son logo est situé sur les manches des maillots, , .
Tous les maillots du Sanfrecce sont composés à partir de polyester, ils sont fabriqués en Thaïlande. Celui à domicile est violet avec un damier sur la face avant. Le col et le bout des manches sont violets foncés. Le blason du club est sur le cœur et le logo Nike à droite, à l'extérieur le Sanfrecce porte un maillot blanc avec des rayures grises et un trait violet sur la poitrine, il en est de même pour le maillot orange, qui par ailleurs s'inspire de la fleur officielle de la préfecture de Hiroshima, sauf que le maillot est saumon clair et que les rayures sont plus foncées.

## Affluence
292 304 personnes ont assisté aux 16 rencontres de championnat et au 3 matchs de coupe Nabisco du Sanfrecce à la Grande Arche d'Hiroshima, l'affluence moyenne du club à domicile est de 15 384 spectateurs. Il s'agit de la dixième affluence toutes compétitions confondues, au Japon, bien loin de celles de l'Urawa Red Diamonds (32 402 spectateurs de moyenne), du Yokohama F·Marinos (25 995) ou encore du Júbilo Iwata (25 469). Le record d'affluence de la saison à domicile est réalisé lors de l'ouverture de la J.League 2012 contre le Urawa Red Diamonds. 29 603 spectateurs assistent à la victoire hiroshimienne contre les joueurs de la préfecture de Saitama.
En coupe de l'Empereur, le Sanfrecce reçoit le FC Imbari, dans le Fukuyama Takegahana Stadium, sous une affluence de 4 021.
Affluence du Sanfrecce à domicile 

## Équipes de jeunes
Le Sanfrecce Hiroshima possède une équipe des moins 15 ans et une équipe des moins de 18 ans, elle compte aussi dans ses rangs des jeunes joueurs de moins de 14 ans, de 12 ans et de 10 ans, elles ont été créées dans le but de valoriser les effectifs professionnel dans le futur, .
Celle des -15 ans dirigé par Shinya Sakoi, défenseur passé au FC Tokyo en tant que joueur professionnel pendant les années 2000 à 2005, entre temps, il rejoint deux clubs sous forme de prêts, le premier est le Yokohama FC de 2001 à 2002, le second est le Montedio Yamagata en 2004, durant sa carrière Sakoi participe à 103 matchs pour aucune réalisation. Sakoi est assisté par Takaiwa Tomokazu, l'entraîneur des gardiens est Jiang Koichi. Le directeur du Sanfrecce Hiroshima des moins de 15 ans est Kentaro Sawada.